# Emmanuelle Bach
Emmanuelle Bach, nata Emanuelle Anouk El Kabbach (Parigi, 30 maggio 1968), è un'attrice francese.
È figlia del giornalista Jean-Pierre Elkabbach e di Holda Trenkle. Ha origini algerine-ebraiche.

## Filmografia parziale

### Cinema
- Les clés du paradis, regia di Philippe de Broca (1991)
- Petits arrangements avec les morts, regia di Pascale Ferran (1994)
- Post coïtum animal triste, regia di Brigitte Roüan (1997)
- 24 jours, regia di Alexandre Arcady (2014)

### Televisione
- Il cliente (The Client) - serie TV, 3 episodi (1995-1996)
- Aurélien - film TV (2003)
- Il commissariato Saint Martin (P.J.) - serie TV, 103 episodi (2000-2008)
- Clem - serie TV, 7 episodi (2013-2015)
- Les hommes de l'ombre - serie TV, 12 episodi (2014-2016)
- Un village français - serie TV, 58 episodi (2009-2017)